# Czerwone (rejon tarnopolski)
Czerwone (ukr. Червоне) – wieś na Ukrainie, w obwodzie tarnopolskim, w rejonie tarnopolskim, w hromadzie Sarańczuki. W 2001 liczyła 43 mieszkańców, spośród których 42 wskazało jako ojczysty język ukraiński, a 1 rosyjski.
Do 2020 w rejonie brzeżańskim.